# Wilhelm Starke (Admiral)
Wilhelm Starke (* 22. März 1866 in Kiel; † 21. Mai 1934 in Breslau) war ein deutscher Vizeadmiral der Kaiserlichen Marine.

## Leben
Wilhelm Starke trat im April 1888 in die Kaiserliche Marine ein. Als Leutnant zur See wurde er Anfang Juli 1895 von der Kurfürst Friedrich Wilhelm kommandiert. Ende des Jahres kam er als Kompanieführer zur 2. Abteilung der I. Matrosendivision.
Als Fregattenkapitän war er von September 1906 für ein Jahr Kommandant des Kleinen Kreuzers Medusa. Vom 9. November 1907 bis 31. Dezember 1907 war er mit der Wahrnehmung der Geschäfte des Marineattaché in Frankreich beauftragt. Mit Jahresbeginn übernahm er bis 30. September 1911 dann regulär die Geschäfte des Marineattachés und wurde in dieser Position zum Kapitän zur See befördert. Anfang Oktober 1911 übernahm er die Westfalen und führte das Schiff bis Mitte April 1912.
Ab August 1914 war er bis Kriegsende Chef der Abteilung für Luftfahrwesen im Werftdepartement des Reichsmarineamtes. Am 16. September 1916 wurde er zum Konteradmiral befördert.
Am 4. September 1919 wurde er mit RDA vom 19. Februar 1919 mit dem Charakter als Vizeadmiral ausgezeichnet.